# 빈 조약 (1725년)

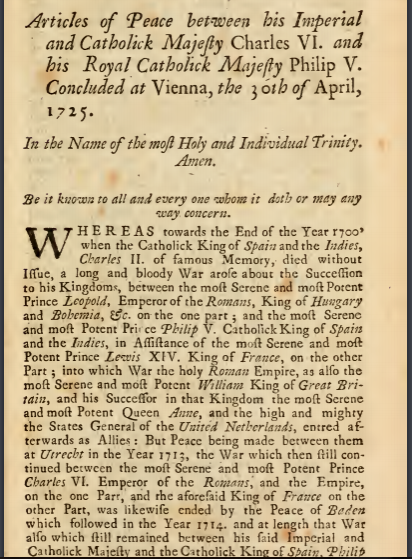

빈 조약은 1725년에 오스트리아와 스페인 사이에 맺어진 조약이다.
사국 동맹 전쟁이 끝난 후 두 나라는 대 영국 정책에 대해 협의를 해 지브롤터의 탈환을 목표로 스페인과 오스텐더 무역 회사를 성공시키고 싶은 오스트리아가 이해 일치를 보았다. 따라서 과거의 대립은 묻어두고 1725년 4월에 비엔나 조약을 체결했다. 그 내용은 다음과 같다.
1. 스페인은 오스트리아의 국사 조칙을 승인하고, 오스트리아는 스페인에 대한 계승권을 완전히 포기한다. 이것은 스페인 왕위 계승 전쟁 종결 시에 확인된 분명한 사항을 재확인하는 것이다.
2. 스페인은 지브롤터를 복구하는 오스트리아를 지원한다. 오스트리아와 스페인은 영국에 대하여 공동 전선을 형성한다.

기본적으로 이 조약은 실패로 끝났다. 스페인은 1727년부터 1년에 걸쳐 지브롤터를 공격했지만, 함락시키지 못했고, 오스트리아는 1731년에 영오 동맹을 맺어 영국과 관계를 재구축했다. 이후 폴란드 왕위 계승 전쟁에서 두 나라는 서로 적대 관계가 되었고, 이탈리아 내의 오스트리아 영토를 두고 논쟁을 벌였다. 또한 후 오스트리아 왕위 계승 전쟁에서 스페인은 국사 조칙의 승인은 없었던 것으로 돌리고, 다시 이탈리아 내의 오스트리아 영토를 침공하였다.

## 같이 보기
- 헤이그 조약 (1720년)
- 세비야 조약 (1729년)
- 비엔나 조약 (1731년)